# Momentul adevărului (film din 1989)
Momentul adevărului este un film românesc din 1989 regizat de Andrei Blaier. Rolurile principale au fost interpretate de actorii Dorina Lazăr, Irina Petrescu, Ilinca Goia.

## Prezentare
Prezintă evenimentele care au dus la Marea Unire de la Alba Iulia.

## Distribuție
Distribuția filmului este alcătuită din:
- Adrian Păduraru — Remus David
- Károly Sinka — Szabo
- Dragoș Pâslaru
- Bela Buzogany
- Ștefan Sileanu
- Irina Petrescu — Tila
- Ion Roxin
- Mircea Albulescu — Groful
- Obren Păunovici
- Ernest Maftei
- Alexandru Repan — Politicianul
- Anatol Serghiev
- Constantin Diplan
- Dorin Varga —
- Flavius Constantinescu
- Romeo Pop
- Nicolae Praida
- Gheorghe Dinică
- Dorina Lazăr — Mama
- Teodor Danetti
- Eusebiu Ștefănescu
- Ilinca Goia — Ilonka
- Valentin Uritescu — Tata

## Primire
Filmul a fost vizionat de 12.681 de spectatori în cinematografele din România, după cum atestă o situație a numărului de spectatori înregistrat de filmele românești de la data premierei și până la data de 31 decembrie 2014 alcătuită de Centrul Național al Cinematografiei.